# ヤングローズ

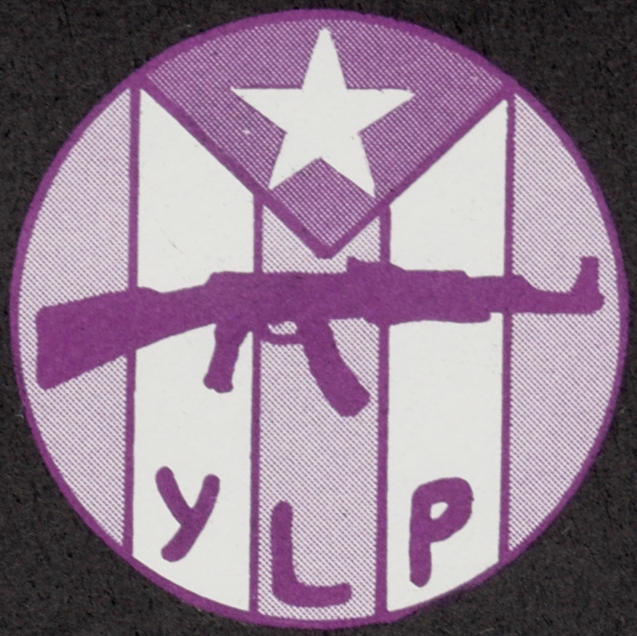

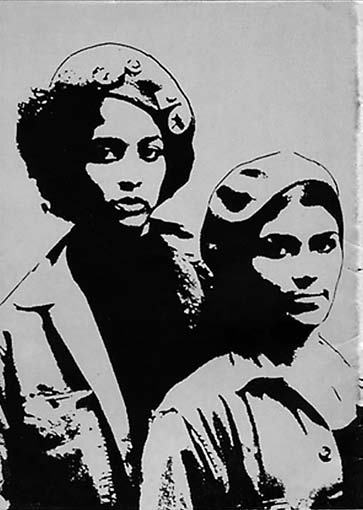
ヤングローズの女性メンバーを描いた「トリコテンシャル」の表紙

ヤングローズ（英語表記:Young Lords）は、後にヤングローズオーガナイゼーション（Young Lords Organization）という名前に変更されたアメリカ合衆国の政治グループ。ニューヨーク（主にスパニッシュ・ハーレム）においてヤングローズ党 (Young Lords Party) は、ニューヨークとシカゴを中心としたアメリカ合衆国の各都市に点在する、プエルトリコ出身者のヒスパニックナショナリストの組織である。
ヤングローズは、都市開発によって自分達の家族が追い出されることを知り、
警察の権力乱用を目にして、Division Street Riotsにもかかわるようになる。
投獄されている間、リーダーであり7人の設立者のギャングメンバーであるジョゼ（「チャチャ」）ヒメネスはマーティン・ルーサー・キング、マルコムXからレーニン、そして毛沢東にいたる様々な本を読んでいた。1968年の9月、ヒメネスはギャングを政治的人権運動へと組織し直した。
ジメネスはその後イリノイ州のブラックパンサーの主席だった(当時はまだ地下活動を続けていて、パンサー党のイリノイ支部を設立し、組織しているところだった)フレッド・ハンプトンから接近された。
その直後に、ヤングローズはより良い組織、そしてプエトリカン版のブラックパンサーを創るために様々なレベルや部門に再構成した。これがヤングローズオーガナイゼーション(YLO), そして（ニューヨークでは）後にヤングローズ党(YLP)となった;後者はシカゴのグループから独立することになる。
1969年の6月7日、『ブラックパンサー』紙はレインボー・コーリション と呼ばれる同盟関係を発表した。ブラックパンサーと当時のヤングローズを別にして、この同盟はヤング・パトリオット・オーガナイゼーションという白人の若者のストリートギャングが政治的になった組織も含んでいた。この同盟はSDS、当時しかしながら全国的な学生の組織として崩壊していっていたの年次総会にも代表者を送っていた。シカゴの全国本部に了承を経て、1969年7月26日にヤングローズ・オーガナイゼーションのニューヨーク支部が公式に発足した。設立者はホアン・ゴンザレス（現『ニューヨーク・デイリーメール』コラムニスト）、フィリップ・ルシアーノ（現テレビリポーター、詩人、ラジオパーソナリティ）の二人で、後者は最初の組織の議長となった。 ヤングローズはほとんどの活動をプエトリコの自決権や地域のコミュニティが抱える問題、ジェントリフィケーション、保健、警察の不正義などについて行った。
ダレイ市長は非情でプエトリコ人のコミュニティ全体が街の中心と湖畔の地域から追い出されていたので、ジェントリフィケーションは優先的な課題であった。
ヤングローズは自分達の懸念を一般の注目を浴びさせるために直接行動、政治教育、そして「サバイバル・プログラム」を使用した。